# Jean-Auguste Brutails
Jean-Auguste Brutails (Viviez, Francia; 20 de diciembre de 1859− Burdeos, Francia; 1 de enero de 1926) fue un historiador, archivista y paleógrafo francés. También fue un gran aficionado a la fotografía habiendo dejado un amplio legado de fotografías de distintos lugares de Francia, España, etc.
Jean-Auguste Brutails es una referencia del llamado "erudito provincial" cuya trayectoria ha sido reconocida a nivel nacional. Su fuerte personalidad contribuyó en gran medida a la modernización de los Archivos Departamentales de la Gironda. Su trabajo sobre paleografía e historia del arte sigue siendo indispensable, incluso hoy, para los investigadores interesados en el arte medieval en el suroeste de Francia.

### Biografía
Elie Jean-Auguste Brutails nació el 20 de diciembre de 1859 en Viviez en Aveyron. Es hijo de Jean-Baptiste Brutails, nacido en 1829 en Soustons y de Elizabeth Lartigue, nacida en 1837 en Dax. Jean-Baptiste fue empleado de la compañía ferroviaria Midi.
Jean-Auguste continuó sus estudios secundarios con los jesuitas de Montauban. En octubre de 1879 obtuvo el bachillerato en letras, que en 1880 le permitió ingresar en la École nationale des chartes donde se graduó en 1882. Gracias a una beca de viaje de la École Pratique des Hautes Etudes, viajó a Pamplona en 1883 y 1884 para estudiar los Archivos de Navarra (Archivo Real y General de Navarra, Archivo de la Catedral de Pamplona, etc).
El 18 de octubre de 1897 se casó con Jeanne-Marie-Thérèse Aka, hija de Léonce Laurent Aka, corredor marítimo, comerciante e intérprete jurado del ayuntamiento de Burdeos.
De su unión nace el 7 de septiembre de 1898 una hija llamada Marguerite-Elizabeth que se casa el 20 de septiembre de 1919 con el teniente Roger-Edmond Maurice Tardieu y murió el 14 de mayo de 1920. Ese mismo año también fallece Jeanne, la esposa de Brutails.
Estas muertes sucesivas entristecen los últimos años de la vida de Jean-Auguste. Aquejado de una larga y dolorosa enfermedad, murió el 1 de enero de 1926, al día siguiente de su jubilación.
En su testamento, fechado el 4 de mayo de 1925, Brutails divide sus posesiones materiales personales entre unos pocos familiares y amigos. Parte de su biblioteca, archivos y sus fotografías se ofrecen a la biblioteca de la Facultad de Letras de la antigua Universidad de Burdeos, de la que la Universidad Bordeaux Montaigne es heredera. De sus activos financieros: 1000 francos a las Hermanitas de los Pobres de Burdeos y otros 84 000 al Instituto de Francia, con la condición de que todos los ingresos se utilicen para trabajos de mantenimiento, excluidas las reparaciones, en las iglesias anteriores a 1800.

### Trayectoria profesional
Las fechas clave en la carrera de Jean-Auguste Brutails son:
- 1880-1882 Jean-Auguste Brutails es un alumno de la École Nationale des Chartes donde obtiene el diploma de archivista paleógrafo gracias a un tesis titulado 'Essai sur l’élection et l’organisation des corps municipaux dans le sud-ouest de la France, aux XIIIe y XIVe siècles.
- 1884 Gran parte de la ley.
- 1884 obtuvo su primer puesto como Archivista de los Pirineos-Orientales.[3]
- 1888 designado, de por vida, por el presidente de la República Francesa, juez en el Tribunal Superior de Andorra.
- 1889 se convierte en Archivista de la Gironde en Burdeos, posición que ocupa hasta el final de su vida.
- 1890 Responsable de un curso de Paleografía y conferencias de arqueología francesa en la Facultad de Letras en Burdeos.
- 1890 se convierte en miembro residente de la Academia de Burdeos.
- 1892 Primera medalla en la Competencia Nacional de Antigüedades.
- 1893 proporciona un curso de arqueología de la Edad Media en paralelo con su curso de paleografía.
- 1893 Oficial de Instrucción Pública.
- 1900 Profesor en la Facultad de Cartas de Burdeos.
- 1902 Corresponsal de Academia de Inscripciones y Bellas Letras.
- 1903 Caballero de la Legión de Honor.
- 1908 Fundó con otros la "Revue historique de Bordeaux et le Departement de la Gironde", siempre publicada por los Archivos Departamentales de la Gironda.[4]
- 1910 Conservador de antigüedades y objetos de arte del Departamento de Gironde.
- 1912 Tesis doctoral de letras titulado Étude archéologique sur les églises de la Gironde con una tesis complementaria Recherches sur l'équivalence des mesures de la Gironde, presentada en la facultad de Letras de la Universidad de Burdeos. La tesis fue publicada en forma de libro el mismo año, titulada Les vieilles églises de la Gironde'.[5]
- 1913 Academia de Inscripciones y Bellas Letras lo otorga el Premio Gobert por su libro 'Les vieilles églises de la Gironde.
- 1919 Miembro libre de Academia de Inscripciones y Bellas Letras.
- 1921 Recibe la roseta de la Legión de Honor con motivo de la celebración del centenario de la École des Chartes.
- 1926 Muerte; Tributo pagado por muchas personalidades regionales, incluidas Camille Jullian.

## Su obra

### Archivista
Como archivero de los Pirineos Orientales, publicó en 1886 un inventario resumido de los fondos de estos archivos. Una vez nombrado jefe de los Archivos de la Gironda, su interés se centró primero en la modernización de los instrumentos de investigación que permitían acceder a la rica colección de la que se había hecho cargo. Inventarió parte de los fondos girondinos, en particular de las series C, E y G. Estas publicaciones, sintéticas y cómodas, fueron de uso cotidiano para quienes pretendieran realizar investigaciones, entre otras cosas sobre la época medieval, en los Archivos Departamentales. de la Gironda, hasta la implementación del inventario informatizado.

### Andorra
Entre Brutails y Andorra había una relación apasionada. Quedó atrapado en la red de una disputa político-diplomática franco-española. El clima político de la época era tenso entre Francia y España por la cuestión de los derechos de la República Francesa sobre el principado, frente a los del obispo de Urgell. Era "la cuestión de Andorra".
En 1884, el prefecto de los Pirineos Orientales fue nombrado delegado del Presidente de la República en Andorra poco antes de que Brutails llegara a Perpiñán. Dada su posición como director de los archivos departamentales, se llama a Brutails, el 4 de marzo de 1885, por parte del Ministro de Asuntos Exteriores, para realizar un estudio histórico sobre la soberanía de Andorra, con el objetivo de justificar la presencia francesa a través del análisis e interpretación de textos medievales. Los resultados de su estudio se envían al Prefecto el 4 de agosto de 1885, pero nunca fueron publicados en ese momento. Este informe se publicó como un pequeño libro en 2000.
El 23 de agosto de 1888, Brutails es nombrado juez vitalicio del Tribunal Superior de Andorra de nueva creación por el presidente de la República Francesa el 13 de julio. Aunque residía en Burdeos, hasta el final de su vida permaneció muy unido a la "cuestión de Andorra". Se ocupó de resaltar las particularidades de este pequeño territorio y sus vínculos con Francia en una serie de publicaciones:
- 1892 Études critique sur les origines de la question d'Andorre (Revue des Pyrénées, 1892, T4, pp. 571-580).
- 1896 C. R. (compte-rendu, o reseñas) atacando a Charles Baudon de Mony.
- 1897 Vallées d'Andorre.
- 1898 À propos de la question Andorre.
- 1904 La coutume d'Andorre.
- 1908 Le Droit andorran.
- 1914 Dos C. R. atacando a sus adversarios.
- 1918 Au sujet de l'Andorre (Bulletin hispanique, 1918, pp. 185-192).
- 1918 Deux C. R. atacando a sus adversarios.
- 1919 Au sujet de l'Andorre (Bulletin hispanique, 1919, pp. 67-71).
- 1920 Dos C. R. atacando a sus adversarios  (Bulletin hispanique, 1920, pp. 145-146 et pp. 310-313).
- 1921 C. R. atacando a sus adversarios (Bulletin hispanique, 1921, pp. 335-339).
- 1923 C. R. atacando a sus adversarios (Bulletin hispanique, 1923, pp. 410-411).

Brutails, con una constancia inquebrantable, defiende los derechos de Francia, a riesgo de su reputación de erudito. Los términos utilizados en determinados textos hacia sus compañeros defensores de los derechos del obispo de Urgell distan mucho del habitual lenguaje escarmentado y amortiguado.

### Paleógrafo
Brutails es ante todo un paleógrafo. Impartió esta disciplina como profesor en la Universidad de Burdeos entre 1890 y 1925.
Gran parte de sus actividades de investigación tuvieron naturalmente como objeto la publicación de textos medievales, que eligió según sus propios centros de interés.
Además, prestó especial atención al Cartulario de Saint-Seurin de Bordeaux, que fue el tema de su primer libro importante, publicado en 1897.
Su formación en derecho lo orientó también hacia los textos jurídicos, que consideró por lo que nos enseñan sobre las instituciones medievales, pero también sobre las costumbres y la vida de las poblaciones.
Su habilidad en el análisis de la escritura también se ejerció en el contexto legal. Su gran habilidad para descifrar escritos antiguos lo llevó a practicar análisis grafológicos y lo convirtió en un experto por cuenta de los tribunales. Recogió también los recuerdos y anécdotas relacionadas con su función como experto en grafología en un libro publicado en 1925: L'Expertise judiciaire en écriture. Souvenirs et réflexions.

### Historiador
Su trabajo como paleógrafo lo llevó a menudo a consideraciones de historia económica y social. Brutails ha publicado textos sobre:
- L'économie rurale en Roussillon.
- L'esclavage en Roussillon.
- La Chambre de Commerce de Guyenne.
- La justice foncière à Bordeaux.
- Marché avec un plombier (1515).
- L'imprimerie à Bordeaux (1508 et 1514).
- Deux chantiers bordelais (1486-1521).
- Recherches sur l'équivalence des anciennes mesures de la Gironde.
- Notes sur la valeur du sou de tern en 1298.
- Notes sur les confréries et l'assistance mutuelle dans le Sud-ouest.
- Le prix du blé à partir du XVIe siècle.
- L'industrie laitière dans l'ancien bordelais

### Historiador del arte
Hoy en día, la reputación de Brutails se basa en gran medida en su trabajo como historiador del arte de los edificios medievales y principalmente de la arquitectura religiosa.
Brutails rompe con el estilo de la mayoría de sus predecesores a la hora de describir un edificio medieval. Hasta el último cuarto del siglo XIX, la descripción se centró en la decoración de un edificio; su estructura física y métodos de construcción eran secundarios. Desde aproximadamente 1875, la moda se invirtió, hasta el punto de que algunas descripciones de Brutails pueden sorprender. Por ejemplo, para la abadía de la Selva Mayor, la decoración esculpida apenas se menciona, mientras que Léo Drouyn le había dedicado un libro entero.
Dos libros muestran claramente que Brutails estaba comprometido con las preocupaciones de su tiempo. El primero se titula La Arqueología de la Edad Media y sus métodos, publicado en 1900, el segundo es Resumen de la arqueología de la Edad Media, publicado en 1908.
La obra principal de Brutails es Les Vieilles Eglises de la Gironde, que el autor presenta, en su prólogo, como resultado de veintitrés años de trabajo. Convierte a Brutails en un historiador del arte de los edificios medievales.
Con todo, si las monografías aportan indicaciones que siguen siendo de gran valor para comprender mejor estos monumentos, la síntesis, que sin embargo está repleta de útiles anotaciones, queda marcada por el análisis de las formas y los materiales. Como ha observado Camille Jullian, las obras de Brutails remiten a las de Auguste Choisy, que fue su modelo no tanto para su Historia de la arquitectura  como para El arte de construir entre los romanos.
Brutails también ha intentado llegar a lectores fuera del círculo íntimo de historiadores de la construcción medieval con tres libros destinados a turistas exigentes: Guía ilustrada de Burdeos y sus alrededores (1906); Álbum de obras de arte existentes en las iglesias de la Gironda (1907) y Para comprender los monumentos históricos de Francia (primera edición 1917, cuarta 1922).

### Fotógrafo
Los libros y artículos de Brutails a menudo se ilustraban con fotografías. En los diversos "Fonds Brutails“ conservados en los Archivos departamentales de la Gironda, hay más de cuatro mil disponibles en línea. Son una valiosa fuente de comparación entre edificios de finales del siglo XIX siendo hoy día, en muchas casos, el único testigo de edificios u objetos desaparecidos.

## Drouyn y Brutails
Léo Drouyn, diseñador, destacado grabador y erudito autodidacta, es una figura clave de la arqueología medieval en la Gironda de la segunda mitad del 19 XIX. Jean-Auguste Brutails, archivero profesional, académico y fotógrafo, ocupaba un cargo similar en el primer trimestre del siglo XX.
Brutails llegó a Gironde en 1889 y Drouyn murió en 1896 a la edad de 80 años. En el mejor de los casos, se cruzaron durante las reuniones de una sociedad científica en Burdeos. Sus aproximaciones a la historia de los edificios medievales no son opuestas sino complementarias. Las descripciones y los dibujos de Drouyn completan los análisis estructurales y las fotografías de Brutails. Los dibujos de Drouyn requerían un escrutinio cuidadoso que el fotógrafo no hace para tomar su fotografía.
Ambos se unen a la condena de los estragos realizados por ciertos arquitectos, a menudo bajo el impulso del cardenal Donnet, en sus restauraciones de iglesias románicas. Por ejemplo, todavía en el aviso relativo a Sainte-Croix de Bordeaux, se reproduce un dibujo de Léo Drouyn, que muestra el estado de la fachada antes de las modificaciones de Hippolyte Durand y Paul Abadie.
Este aspecto de la personalidad de Brutails, que probablemente fue una de las razones de su participación en las asociaciones académicas de Burdeos y de la publicación, en 1906, de la Guide illustré dans Bordeaux et les environs, fue subrayado en el elogio pronunciado por el Sr. Bencazar, Presidente de la Sociedad Histórica de Burdeos: “A pesar de la multiplicidad y brillantez de sus títulos científicos, nuestro difunto colega tenía una marcada predilección por nuestra agrupación regional, de la que fue, además, uno de los fundadores. Consideraba que la erudición local era la base más sólida de la historia general... Defensor de las bellezas arquitectónicas de Burdeos.»

## Publicaciones
Una bibliografía parcial fue compilada en la Revue historique de Bordeaux en 1926. Incluye más de doscientos cincuenta títulos, publicados desde 1882 hasta 1925. Brutails ha publicado más de doscientos artículos en revistas especializadas, principalmente dedicados a los edificios religiosos románicos de la Gironda. Pero también ha publicado una docena de libros destinados a paleógrafos especialistas así como guías destinadas a turistas ilustrados de su época. De entre sus libros, disponibles en gran parte en línea, destacar:

### Obras propias
- Étude sur la condition des populations rurales du Roussillon au Moyen Âge. Paris: Picard. 1889. p. 314..
- Documents des archives de la Chambre des comptes de Navarre. Paris: É. Bouillon. 1890. p. 194. Consultado el 13 juin 2014..
- Notes sur l'art religieux du Roussillon. Paris: Leroux. 1896. p. 180. Consultado el 11 juin 2014..
- Cartulaire de l'église collégiale de Saint-Seurin de Bordeaux. Bordeaux: Gounouilhou. 1897. p. 444..
- L'archéologie du Moyen-Age et ses méthodes. Paris: A. Picard. 1900. p. 234. Consultado el 11 juin 2014..
- L'archéologie du moyen âge et ses méthodes. Paris: Picard. 1900. p. 235. Consultado el 6 septembre 2017..
- Notes sobre l'art religiós en el Rosselló (Massó i Torrents, Jaume, trad.). Barcelone: L'avenç. 1901. p. 266..
- Deux chantiers bordelais (1486-1521). Paris: Bouillon. 1901. p. 100., (Compilation des articles publiées dans Le Moyen Âge entre 1899 et 1901).
- La Coutume d'Andorre. Paris: Leroux. 1904. p. 348..
- Guide illustré dans Bordeaux et les environs.... Bordeaux: Gounouilhou. 1906. p. 118. Consultado el 11 juin 2014..
- Album d'objets d'art existant dans les églises de la Gironde. Bordeaux: impr. de Y. Cadoret. 1907. p. 75. Consultado el 30 avril 2014..
- Précis d'archéologie du Moyen-Age. Toulouse: Éditions Privat. 1908. p. 281. Consultado el 6 septembre 2017..
- Précis d'archéologie du moyen-âge. Toulouse: Édouard Privat. 1936. pp. glossaire archéologique, 167 fig., 306. Consultado el 23 avril 2020..
- Les vieilles églises de la Gironde. Bordeaux: Feret et Fils. 1912. Consultado el 11 juin 2014. Notice 021110662 du Sudoc.
- Pour comprendre les monuments de la France : notions pratiques d'archéologie à l'usage des touristes. Paris: Hachette. 1922. p. 254. Consultado el 13 juin 2014..
- L'expertise judiciaire en écritures. Toulouse: Éditions Privat. 1925. p. 149. Consultado el 11 juin 2014..
- Condition politique d'Andorre. Nîmes: Lacour-Ollé. 2000. p. 80..

### Obras en colaboración
- L'abbé G. Brun; Berchon; J-A. Brutails (1894). Uzeste et Clément V. Bordeaux: Cadoret. p. 159..
- Jean-Auguste Brutails (1918). Notions élémentaires d'histoire girondine, des origines à 1789. Bordeaux: Gounouilhou. p. 112. Consultado el 11 juin 2014.